# إبراهيم علام
إبراهيم علام هو رياضي بارالمبي من جمهورية مصرالعربية، يشارك بشكل أساسي في منافسات دفع الجلة من الفئة F58.
استطاع إبراهيم علام الحصول على الميدالية الذهبية البارالمبية مرتين، حيث استطاع في المرة الأولى الفوز بمسابقة دفع الجلة F58 في دورة الألعاب البارالمبية الصيفية لعام 2000 في سيدني بأستراليا (في نسختها الحادية عشرة)، وحققت مصر وقتها ست ميداليات ذهبية (اثنان لمحمود العطار في رمي الرمح ورمي القرص، وواحدة لأحمد جمعة في رفع الأثقال في وزن 56 كجم، وواحدة لمتولى مطحنة في وزن 60 كجم، وواحدة لفاطمة عمر في رفع الأثقال وزن 44 كجم بالإضافة إلى ميدالية إبراهيم علام) وفي المرة الثانية فاز بمسابقة دفع الجلة F58 في دورة الألعاب البارالمبية الصيفية لعام 2004 في أثينا باليونان وحققت مصر وقتها ست ذهبيات أيضًا كانت من نصيب هبة أحمد ومتولي مطحنة وفاطمة عمر وشعبان إبراهيم وأسامة السرنجاوي.